# Sombras sobre Shimanami
Sombras sobre Shimanami (しまなみ誰そ彼 Shimanami Tasogare?) es una serie de manga japonesa escrita e ilustrada por Yūki Kamatani. La historia sigue a Tasuku Kaname, un adolescente gay que conoce a otra gente LGBT en un grupo de apoyo tras ser sacado del armario de forma involuntaria. El manga fue convertido en serie y publicado a través de la revista Hibana de Shogakukan desde 2015 a 2017, y en la aplicación Manga One desde 2017 a 2018. Shogakukan compiló los capítulos —sin título— en cuatro volúmenes recopilatorios bajo la serie Big Comics Special.

## Trama
La trama ocurre en Onomichi, prefectura de Hiroshima, donde el estudiante de secundaria Tasuku Kaname se prepara para suicidarse después de que sus compañeros de clase descrubiesen pornografía gay en su teléfono. Antes de hacerlo, ve a una persona saltar desde una ventana, descubriendo que esta no resultó herida tras el salto, sino que acabó en el interior de uno de los edificios. Tasuku descubre que el edificio es un "centro de acogida" abierto, donde conoce a otras personas con diversos problemas y aprende a aceptar su sexualidad.

## Personajes
Tasuku Kaname (要 介 Kaname Tasuku?)
Protagonista de la historia. Un estudiante de la escuela de secundaria Shimanami y miembro del club de tenis de mesa. Tiene un interŕes romántico por Toma Tsubaki, un miembro del equipo de voleibol del instituto.
Nadie (誰かさん Dareka-san?)
Una persona misteriosa y reservada que rige el centro de acogida. Posteriormente se revela como asexual, y su identidad de género es indeterminada (como se muestra en el Volumen 3, Capítulo 21, y según afirmó Yuhki Kamatani).
Tachibana (橘?)
Amigo de Tasuku, también miembro del club de tenis de mesa.
Haruko Daichi (大地 春子 Daichi Haruko?)
Miembro del centro de acogida que trabaja para una organización sin fines de lucro que se encarga de restaurar las casas vacías de Onomichi. Está en una relación con Saki.
Saki (早輝?)
Miembro del centro de acogida. Está en una relación con Haruko.
Utsumi (内海?)
Miembro del centro de acogida que pertenece a la misma organización que Haruko. Más tarde se revela como hombre trans.
Tchaiko (チャイコ?)
Anciano del centro de acogida. Muestra piezas musicales de Chaikovski (como la Sinfonía n.º 1, Sueños de invierno) a Tasuku.
Shuji Misora (美空 秋治 Misora Shūji?)
Estudiante de sexto de primaria que prefiere vestirse como una chica siempre que está en el centro de acogida. No conoce con seguridad su identidad de género. Vive con su madre, su abuela y dos hermanas mayores.

## Publicación
Sombras sobre Shimanami se concibió como serie por primera vez en la revista de manga seinen Hibana de Shogakukan, y se estrenó en la edición inaugural de abril de 2015 (publicada el 6 de marzo). Cuando la revista cerró el 7 de agosto de 2017, la serie se transfirió a la aplicación Manga One de Shogakukan; donde se publicó hasta su conclusión el 23 de mayo de 2018. Shogakukan recopiló los 23 capítulos sin título en cuatro tankōbon (volúmenes encuadernados) bajo el sello Big Comics Special; el primer volumen se publicó el 11 de diciembre de 2015 y el cuarto volumen se publicó el 19 de julio de 2018.  
Seven Seas Entertainment obtuvo la licencia del manga para un lanzamiento en inglés en América del Norte; el primer volumen se publicó el 7 de mayo de 2019 y el cuarto volumen se publicó el 17 de diciembre de 2019.  La gerente de marketing de Seven Seas, Lianne Sentar, afirmó sobre la serie: «Se las arregla para representar tantas formas diferentes en que las personas dan forma a sus identidades y encuentran sus espacios únicos, que es algo con lo que cualquiera puede identificarse. No es de extrañar que este apasionante drama haya resonado en tanta gente».

El manga también tiene licencia de Ediciones Tomodomo en España, J-Pop Manga en Italia, Akata en Francia, Carlsen en Alemania y Dango en Polonia.
| N.º | Título            | Fecha de lanzamiento    | ISBN original     |
| --- | ----------------- | ----------------------- | ----------------- |
| 1   | «Capítulos 1–5»   | 11 de diciembre de 2015 | 978-4-09-187419-1 |
| 2   | «Capítulos 6-10»  | 12 de octubre de 2016   | 978-4-09-189276-8 |
| 3   | «Capítulos 11-15» | 15 de noviembre de 2017 | 978-4-09-189740-4 |
| 4   | «capítulos 16-23» | 19 de julio de 2018     | 978-4-09-860040-3 |

## Recepción
En su reseña del manga, Erica Friedman, la fundadora de Yuricon, describió la narrativa en torno al concepto de salir del armario de la serie como "crucial para la juventud gay japonesa." Rachel Thorn, profesora asociada en la Facultad de Manga de la Universidad Kyoto Seika, describió el trabajo como "una representación mucho más realista de la realidad para muchas personas LGBT, etc., en Japón en este momento." Beatrice Viri de CBR elogió el cómic por explorar temas LGBTQ y lo calificó como un "arte metafórico hermoso y una historia sincera que deja un impacto duradero."
El 14 de agosto de 2019, la serie fue nominada a Mejor Manga en los Premios Harvey 2019.
El Festival de Arte de Japón seleccionó a Sombras sobre Shimanami para su exposición en línea de 2020 «Manga, diversidad e inclusión», una selección de «cinco obras destacadas que abordan cuestiones de diversidad e inclusión».